# 中国人民武装警察部队第二机动总队
中国人民武装警察部队第二机动总队，总部驻地福建省福州市长乐区营前街道，是中国人民武装警察部队的机动总队之一。

## 沿革

### 前身
武警第二师
前身为八路军一二〇师、晋绥军区独立第一旅。1949年2月，改编为中国人民解放军第一军第二师。1996年转隶武警部队建制，番号为中国人民武装警察部队第二师，代号中国人民武装警察部队8690部队，是武警部队机动师，隶属于武警总部，驻江苏省宜兴市。下辖武警第四团（武警8691部队，驻浙江湖州）、武警第五团（武警8692部队，驻江苏宜兴）、武警第六团（武警8693部队，驻江苏宜兴）、武警第七〇九团（武警8694部队，驻江苏宜兴）。
武警第七〇九团（武警8694部队）的前身是八路军一二〇师三五八旅七一四团。1937年9月，一二〇师开始着手为三五八旅（下辖七一五团、七一六团）新组建七一四团。10月后，七一五团副团长顿星云组建忻崞游击支队，任支队长。1937年12月，由宁武二区、崞县三区的抗日义勇军与宁武游击队合编为忻崞独立团。1938年1月，其他地方武装陆续编入忻崞独立团。1月17日，忻崞独立团在崞县楼板寨编入三五八旅，改称第七一四团，团长顿星云，政委彭德大。1938年，参加同蒲路破袭战、收复晋西北战役。1939年2月，伏击由静乐县向岚县北部进犯的日军，歼敌110余人。1939年初，一二〇师率三五八旅主力七一五团和七一六团赴冀中作战，七一四团仍留晋西北。4月下旬，三五八旅留在晋西北的领导机关成员和直属队组成新的三五八旅，七一四团改属新的三五八旅。1940年7月，改称一二〇师獨立第二旅七一四團。1943年7月，改属一二〇師獨一旅，仍称七一四團。1945年7月，隨旅编入新立的晉綏野戰軍。1946年11月，隨旅入晉綏軍區一縱仍為獨一旅七一四團。1947年2月，隨縱隊编入西北野戰兵團，7月属西北野戰軍，9月15日改做西北野戰軍一縱獨一旅一團。1949年2月，改称中國人民解放軍第一軍二師五團。1952年7月改編为第二師炮兵團，1953年9月改称炮兵第三〇二團。1996年8月，改為武警第七〇九團。
武警第三十八师
前身是中原野战军第四纵队十三旅，下辖第三十七、三十八、三十九团。1949年部队整编为中国人民解放军第十三军第三十八师。后转隶武警部队建制，番号为中国人民武装警察部队第三十八师，代号中国人民武装警察部队8740部队，是武警部队机动师，隶属于武警总部，驻四川省南充市。下辖武警第一一二团（武警8741部队，驻四川南充）、武警第一一七团（武警8742部队，驻四川内江）、武警第四四三团（武警8743部队，驻四川广元）、武警第七一三团（武警8744部队，驻四川阆中）。2008年5月12日，四川汶川发生地震，武警第三十八师第一个进入汶川县城，并展开救灾活动。
武警第四十一师
1947年，太岳军区一分区新七团、二分区警备五团、四分区独立一旅组成晋冀鲁豫军区第八纵队第二十二旅，参与中原突围、淮海战役、渡江战役。1949年2月，该旅改编为中国人民解放军第十四军第四十一师。1950年1月进军云南。1979年参加对越自卫反击战。1984年参与两山战役。1996年转隶武警部队建制，番号为中国人民武装警察部队第四十一师，代号中国人民武装警察部队8750部队，是武警部队机动师，隶属于武警总部，驻云南省红河哈尼族彝族自治州蒙自市。下辖武警第一二二团（武警8751部队，驻云南省个旧）、武警第一二三团（武警8752部队，驻云南省通海）、武警第一二四团（武警8753部队，驻云南省蒙自）、武警第七一四团（武警8754部队，驻云南省蒙自）。2010年3月，中国南方数省遇百年干旱，其部队参与抗旱救灾。
武警第九十三师
前身为华东野战军第十三纵队第三十九师。1949年2月，改称中国人民解放军第三十一军第九十三师，师长傅邵甫，政治委员余明。1996年转隶武警部队建制，番号为中国人民武装警察部队第九十三师，代号中国人民武装警察部队8710部队，是武警部队机动师，隶属于武警总部，驻福建省莆田市。下辖武警第二五三团（武警8711部队，驻福建莆田）、武警第二七七团（武警8712部队，驻福建莆田）、武警第二七八团（武警8713部队，驻福建莆田）、武警第七一〇团（武警8714部队，驻福建惠安）。1998年8月参加长江抗洪抢险。
武警第一二六师
前身是第四野战军第四十二军一二六师，曾参与第二次国共内战。1950年，参加抗美援朝战争。1996年转隶武警部队建制，番号为中国人民武装警察部队第一二六师，代号中国人民武装警察部队8730部队，是武警部队机动师，隶属于武警总部，驻广东省广州市花都区。下辖武警第三七三团（武警8731部队，驻广州花都）、武警第三七六团（武警8732部队，驻湖南耒阳）、武警第三七八团（武警8733部队，驻湖南耒阳）、武警第七一二团（武警8734部队，驻广州花都）。
武警第一八一师
武警第一八一师的前身为1944年9月6日由太行军区第三、第三十五团组建的八路军豫西抗日独立支队，1945年改编为河南军区第一支队，10月改编为中原军区第一纵队第一旅。中原突围时，在旅长皮定钧的率领下，该旅担负吸引国民党军队主力责任，在掩护中原军区主力向西突围后，该旅再向东突围，为当时著名的“皮旅”。24天内参加23次战役，行程1000多公里。在与国民党20余万军队的围追堵截后，7000人的“皮旅”突围后仍保留5000人。1946年10月，编入华中野战军第十三旅。1947年2月，划归华东野战军第一纵队独立师，师长方升普。1948年2月，调回晋冀鲁豫军区编入新组建的晋冀鲁豫军区第十三纵队为第三十七旅，5月改称华北军区第十三纵队三十七旅，参加了临汾战役、晋中战役和太原战役。1949年1月，改称中国人民解放军第六十一军第一八一师。参加了淮阴战役、第一次涟水会战和孟良崮、临汾、晋中、太原、扶眉、西安、咸阳、占领成都等重要战役战斗，是十八兵团（由华北军区第一兵团改称）主力师。1951年3月，一八一师调入中国人民志愿军第六十军入朝参战，参加第五次战役。
1985年1月后，改归中国人民解放军陆军第一集团军建制。1996年转隶武警部队建制，番号为中国人民武装警察部队第一八一师，代号中国人民武装警察部队8720部队，是武警部队机动师，隶属于武警总部，驻江苏省宜兴市。下辖武警第五四一团（8721部队，驻江苏无锡南长）、武警第五四二团（武警8722部队，驻江苏无锡）、武警第五四三团（武警8723部队，驻江苏无锡梅园）、武警第七一一团（武警8724部队，驻江苏无锡北塘）。2008年汶川大地震后，武警8721部队驻守在八美镇的200名官兵立即挺进中古村，部队长汤红金率领增援的500名官兵到达中古村后随即展开救援。2009年7月8日，因乌鲁木齐市发生暴乱，武警总部紧急空运包括武警第一八一师在内的各地近万名武警官兵驰援新疆，约5000名公安特警也被空运到新疆，协助维持治安。

### 武警第二机动总队
2017年，在武警部队调整改革中，撤销全部武警机动师及武警交通指挥部。原武警各机动师与武警交通部队及其他部队调整组建为中国人民武装警察部队第一机动总队、中国人民武装警察部队第二机动总队，第二机动总队驻地为福州市长乐区营前街道洞头村198号。

## 编制
- 机动第一支队：驻江苏省无锡市[20][21]
- 机动第二支队：驻江苏省无锡市[21]
- 机动第三支队：驻江苏省宜兴市
- 机动第四支队：驻福建省莆田市[22]
- 机动第五支队：驻福建省莆田市[23][21]
- 机动第六支队：驻广东省广州市
- 机动第七支队：驻广东省佛山市[24]
- 机动第八支队：驻云南省红河州蒙自市[25][21]
- 机动第九支队：驻四川省南充市[21]
- 特战第一支队（雪豹突击队）：驻广东省广州市[26]
- 特战第二支队：驻浙江省湖州市
- 交通第一支队：驻安徽省合肥市[21]
- 交通第二支队：驻四川省绵阳市[27]
- 交通第三支队：驻西藏自治区林芝市波密县[21]
- 工兵防化支队：驻福建省福州市长乐区
- 直升机支队：
  - 一大队（四川省德阳市中江县兴隆镇）
  - 二大队（湖南省岳阳市湘阴县樟树镇）
  - 三大队（山東省济南市平阴县孝直镇）[28]

## 历任领导
| 司令员 - 陈宏 武警少将（2017年—） | 政治委员 - 杨振国 武警少将（2017年—） |